# Paredes da Beira
Paredes da Beira is een plaats (freguesia) in de Portugese gemeente São João da Pesqueira en telt 733 inwoners (2001).